# Parque nacional del Pamir
El parque nacional del Pamir (también conocido como Pamersky, Pamirsky o parque nacional tayiko) es un parque nacional y parque natural en el este de Tayikistán. Protege más de 2,6 millones de hectáreas,  el 11% del territorio de Tayikistán. Incluye partes de las montañas del Pamir.
Las características del parque nacional incluyen una mezcla de estepa, desierto, pastizales y las regiones alpinas. Cuenta con inviernos largos y fríos y veranos frescos, con una precipitación media anual de 12,7 cm.
Las especies conocidas que viven en el parque nacional incluyen el oso pardo, el leopardo de las nieves, lobos, marjor, ovejas, gaviotas de cabeza marrón y gansos.
En junio de 2013 este parque fue declarado Patrimonio de la Humanidad por resolución del Comité de la Unesco